# Aleksander Frączkiewicz (muzykolog)
Aleksander Frączkiewicz (ur. 8 grudnia 1910 w Brzeżanach na Podolu, zm. 28 lutego 1994 w Krakowie) – polski muzykolog, teoretyk muzyki i pedagog.

## Życiorys
W 1928 roku rozpoczął studia w zakresie gry na fortepianie, teorii muzyki oraz kompozycji w Konserwatorium Polskiego Towarzystwa Muzycznego we Lwowie, uzyskując dyplom w 1935. Studia muzykologiczne podjęte na Uniwersytecie Jana Kazimierza ukończył na Uniwersytecie Jagiellońskim w 1936 r.
W czasie okupacji niemieckiej (1941–1944) Lwowa, z powodu zamknięcia przez Niemców uczelni wyższych, pozbawiony możliwości pracy zawodowej, wraz z wieloma innymi przedstawicielami nauki, kultury, członków ruchu oporu, młodzieży gimnazjalnej i akademickiej we Lwowie był karmicielem wszy w Instytucie Badań nad Tyfusem Plamistym i Wirusami profesora Rudolfa Weigla, dzięki czemu posiadał dokument, który skutecznie chronił go przed represjami okupantów.
Po wojnie ukończył teorię muzyki w Państwowej Wyższej Szkole Muzycznej w Krakowie. W 1947 uzyskał stopień doktora na Uniwersytecie Jagiellońskim na podstawie rozprawy Polski koncert fortepianowy po Chopinie. Następnie został na UJ asystentem Zdzisława Jachimeckiego. W latach 1954–1967 był tam wykładowcą, a w latach 1962–1965 docentem. Od 1957 roku był także docentem w Państwowej Wyższej Szkole Muzycznej, gdzie w latach 1962–1975 kierował Katedrą Teorii Muzyki.
W 1988 roku został odznaczony Krzyżem Oficerskim Orderu Odrodzenia Polski. Pochowany na cmentarzu Rakowickim w Krakowie.

## Publikacje (wybór)
- Frączkiewicz Aleksander, Skołyszewski Franciszek, Formy muzyczne Tom 1, 2 + dodatek nutowy,  wyd. PWM, 1986, ISBN 83-224-0309-7
- Frączkiewicz Aleksander, Fieldorf Maria, Zasady modulacji podręcznik pomocniczy do nauki harmonii, wyd. PWM, 1988, ISBN 83-224-0100-0
- Frączkiewicz Aleksander, Muzyka kameralna na pograniczu baroku i klasycyzmu[3].
- Frączkiewicz Aleksander, Palowska Krystyna, Dziewulska Maria, Materiały do kształcenia słuchu, wyd. PWM, ISBN 83-224-1492-7